# Hanna Horyd
Hanna Horyd (ur. 25 stycznia 1968) – polska lekkoatletka, specjalizująca się w skoku w dal, medalistka mistrzostw Polski.

## Kariera sportowa
Była zawodniczką Gwardii Piła.
Na mistrzostwach Polski seniorek na otwartym stadionie zdobyła dwa srebrne w skoku w dal: w 1987 i 1988. W tej samej konkurencji zdobyła dwa medale halowych mistrzostw Polski seniorek: srebrny w 1988 i brązowy w 1987. 
Rekord życiowy w skoku w dal: 6,37 (23.07.1987).